# Геральдика Сполучених штатів Америки

Герб США на Великій печаті США, емблемах агентства, паспорті та посольствах.

Малий герб США інколи вживається сам, наприклад, на печаті берегової охорони США.

Геральдику в США заснували європейські поселенці, які привезли із собою геральдичні звичаї своїх країн походження. Оскільки використання гербів можна розглядати як монархічну та шляхетську традицію, дискутувалось, чи використання гербів сумісне з американськими республіканськими традиціями. Сім'ї англійських, шотландських, ірландських, валлійських, німецьких та інших європейських народів з геральдичною традицією зберегли свої родові герби у США. Кілька батьків-засновників також використовували особисті герби і значна кількість американців продовжують таку практику.

## Використання гербів
Більшість штатів не використовують герби, але вирішили використовувати печатки як свої офіційні емблеми. Проте, Сполучені Штати мають герб. Конституція США забороняє федеральним та державним урядам присвоювати шляхетські титули, тому в країні мало шляхетських гербів. Однак приватні особи, включаючи кількох минулих президентів, використовують надані їм або отримані у спадок герби. Оскільки офіційного регламенту щодо гербів немає, крім офіційних печаток, значків, знаків, відзнак та медалей країни та штатів, та приватних успадкованих чи отриманих або зареєстрованих в інших країнах, багато приватних осіб використовують саморобні герби. Існує один аномальний виняток із цього браку регламентації: герб Швейцарської конфедерації спеціально захищений від несанкціонованого використання в США, штрафом та / або позбавленням волі на строк до шести місяців.

## Інститут геральдики армії США
Геральдична та інша військова символіка використовуються військовими силами, а також іншими організаційними елементами уряду з початку Революції. Однак до 1919 р. Не було узгодженої загальної програми військової символіки. Того року у складі Генерального штабу Військового департаменту було створено відповідальне за координацію та затвердження гербів та знаків деяких армійських організацій відомство. У 1924 р. офіційна відповідальність персоналу за конкретні військові зразки була делегована генералу-квартирмейстеру. З розширенням потреб у символіці з боку військових служб та національного уряду сфера послуг, наданих Генеральною службою штаб-квартирмейстра, перетворилася на значну геральдичну програму. Прискорення діяльності спричинила Друга світова війна через зростання чисельності армії та подальше зростання інтересу до символізму. У 1949 р. Рада з боєприпасів, яка діяла в армії, флоті та військово-повітряних силах, скерувала армію на надання геральдичних послуг усім військовим відомствам. Програма була додатково розширена внаслідок введення в дію Закону про публічне законодавство 85-263, затвердженого у вересні 1957 р., 71 Статут. 589, яка визначає повноваження секретаря армії щодо надання геральдичних послуг військовим відомствам та іншим гілкам федерального уряду. 
Інститут геральдики був створений в 1960 році на станції Камерон в Олександрії, штат Вірджинія. В рамках Інституту були закріплені функції, які раніше виконувались в Управлінні Генерального квартирмейстера, та кілька польових заходів. Після реорганізації армії у 1962 р. відповідальність за Геральдичну програму було покладено на Управління Генерального ад'ютанта. У 1987 році, з перевлаштуванням певних функцій Військово-штабного складу, Інститут був переведений до Командування кадрових ресурсів Армії США. У квітні 1994 р. Інститут геральдики був переселений зі станції Камерон у форт Белвуар, штат Вірджинія. У результаті перестановки у жовтні 2004 року відповідальність за Геральдичну програму було покладено на помічника адміністративного секретаря армії, Агентства ресурсів та програм. 
Інститут геральдики армії США складається з штату з двадцяти мирних жителів. Місією Інституту є надання геральдичних послуг Збройним Силам та іншим урядовим організаціям Сполучених Штатів, включаючи Виконавчий кабінет Президента. Діяльність Інституту охоплює дослідження, проектування, розробку, стандартизацію, контроль якості та інші послуги, що стосуються офіційних символічних предметів - печатки, відзнаки, медалі, знаки, значки, прапори та інші предмети, присвоєні чи дозволені для офіційного носіння чи демонстрації державним персоналом та агенціями. Обмежені наукові та інформаційні послуги щодо офіційних символічних предметів також надаються широкій громадськості.

### Три приклади роботи Інституту

Печатка президента США
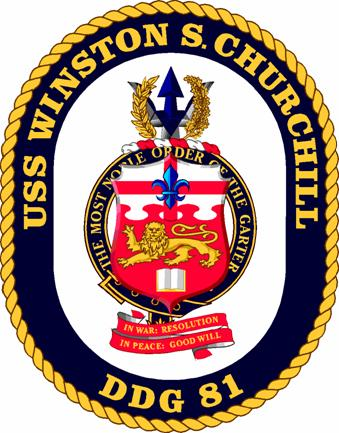
Герб USS Вінстон С. Черчілль
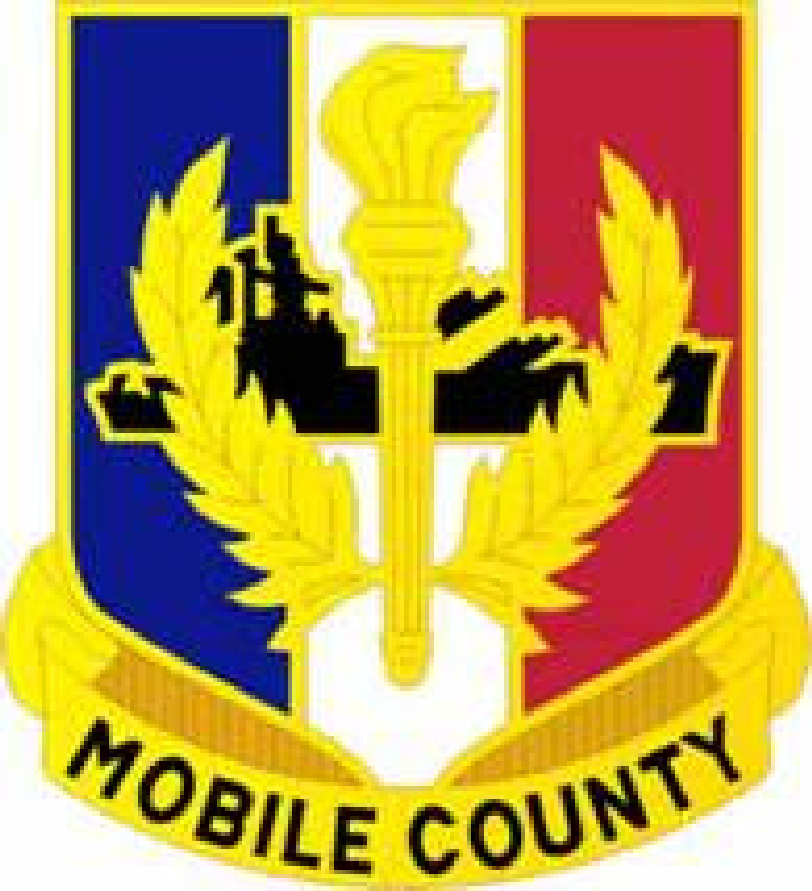
Мобільна знакова одиниця JROTC, державна школа округу (Алабама)

## Державна геральдика
Вісімнадцять штатів офіційно мають герби. Колишня незалежна Республіка Техас і Королівство Гаваї кожна з них мали окремий національний герб, який більше не використовується. 
Пуерто-Рико також має герб, спочатку наданий Іспанською короною у 1512 році, що також вплинуло на дизайн печатки цієї території. 
Прапори Меріленда та округу Колумбія — геральдичні знамена історичних гербів конкретних осіб.

## Приватна геральдика
Є кілька приватних організацій, які працюють над просуванням геральдичних традицій у Сполучених Штатах. Ці організації ведуть реєстри гербів та дають поради щодо розробки гербів. 

За окрему плату Англійська гербова колегія  розробить герб для осіб англійського або валлійського походження, як Шотландський суд лорда Ліона для осіб шотландського походження. Головний геральд Ірландії надав герби американцям ірландського походження. Деякі американські одержувачі закордонних лицарських орденів, при яких належтть мати герб, отримали герби від відповідних іноземних органів. 

## Хронологія

### XVI ст.
- Англійське поселення Ралі, штат Вірджинія, подає заявку на отримання грамоту на герб від Геральдичного коледжу в 1586 р. Проте, невідомо, чи поселення отримало грамоту на герб.[2]

### XVII ст.
- Компанія " Вірджинія" в Лондоні була зареєстрована і отримала офіційний герб в 1606 році для створення колонії Вірджинії зі столицею в Джеймстауні. Герб компанії став державним гербом Вірджинії на час колоніального періоду.
- Голландська компанія "Нові Нідерланди" засновує поселення Нова Нідерланди (Nieuw Nederland) в 1614 році - вона отримує офіційний герб в 1630 році.
- Лорд Балтімор присвоює свой особистий герб колонії Меріленд в 1634 році. Герб залишається у вжитку і донині.
- Гарвардський коледж у штаті Массачусетс приймає свій герб в 1643 році.
- Род-Айленд вживає офіційний герб від 1660 р.
- Нью-Йорк (місто) отримує герб в 1686 році.
- Перший англійський патент на герб американського колоніста отримав Френсіс Ніколсон, штат Меріленд, у 1694 році.[2]
- Коледж Вільяма і Мері у Вірджинії, як єдина королівська фундація в американських колоніях, отримав герб в 1694 році.

### XVIII ст.

Герб Джорджа Вашингтона

- Королева Анна засновує Геральдику Кароліни та місцеву аристократію для колонії Кароліни у 1705 р. Лоуренс Крамп (із Гербового коледжа) очолює Геральдику кароліни, але, схоже, не надає жодного герба.[2]
- Коннектикут вживає офіційний герб від 1711 року.
- Сент-Огастін, штат Флорида подає клопотання до короля Іспанії Філіппа V про надання місту герба в 1715 році. Проте, місто не отримало герба до 1991 року.[3]
- 1724 року було надано перший шотландський герб. Його отримав губернатор Род-Айленду Самуель Кренстон.
- Єльський коледж у штаті Коннектикут отримує герб 1736 року.
- Університет Прінстона в Нью-Джерсі приймає герб в 1746 році.
- Тринадцять британських колоній оголошують незалежність, як Сполучені Штати Америки, у 1776 р. - принаймні 35 підписантів Декларації незалежності, включаючи Джона Хенкока та Бенджаміна Франкліна, мають герби.[4]
- П'ять штатів затверджують герби під час війни за незалежність: Нью-Джерсі та Пенсільванія 1776 року, Делавер та Нью-Йорк 1777 року, і Массачусетс 1780 року.
- Конгрес Сполучених Штатів завтерджує офіційний герб країни в 1782 році.
- Президент Джордж Вашингтон заявив у 1788 році, що геральдика не є "недружньою до чистого духу республіканства".
- Міністерство фінансів США завтверджує для себе службовий герб 1789 р.[5]
- Президент Томас Джефферсон вживає герб.

### XIX ст.
- Президент Джон Адамс вживає герб.[4]
- Мен затверджує власний герб у 1820 році; Вермонт - в 1821 році; Міссурі - в 1822 році; Мічиган - в 1836 році.
- Мексиканська провінція Техас, яка має чисельне американське населення, стає республікою в 1836 р. Пізніше вона затверджує герб із зображенням "Самотньої зірки".
- Вісконсин затверджує герб 1848 року.
- Філадельфія отримує герб в 1874 році.
- Колорадо затверджує герб в 1877 році.
- Президент Джеймс А. Гарфілд вживає герб.
- Президент Честер А. Артур використовує герб.
- Публікації включають "Геральдику Америки" Едгара де В. Вермонта в 1886 р. Та "Геральдику" Євгена Зібера в Америці в 1895 році.
- Айдахо отримує герб в 1891 році.
- США приєднує Тихоокеанську острівну країну Гаваї в 1898 р. - він зберігає існуючий офіційний герб, що датуються 1845 роком.
- США захоплює колишню іспанську колонію Пуерто-Рико в 1898 р. - вона вже має офіційний герб, починаючи від 1511 року.
- Армія присвоює шерб Військовій академії Сполучених Штатів у Вест-Пойнті в 1898 році.

### ХХ ст.

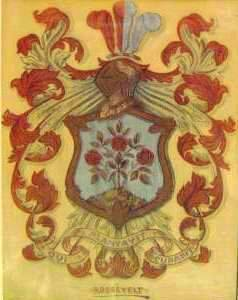
Герб Рузвельта

- Президент Теодор Рузвельт вживає давній голландський герб - їх також вживає президент Франклін Делано Рузвельт.[4]
- Публікації включають Генеральні герби Вільяма Крозьє в 1904 році та "Повну американську геральдику" в 1905 році Джона Меттьюса.
- Лос-Анджелес отримує герб в 1905 році.
- Сан-Дієго затверджує герб 1914 році.[6]
- В 1919 р. армія США заснувала геральдичний офіс і геральдичну систему.
- Ранній приклад надання англійської почесної зброї громадянину США походить від колоніста до 1783 року: Алена К. Вайта у 1920 році.[2]
- 51-й артилерійський полк - це перша армійська частина, яка прийняла герб у 1922 році.
- Президент Кальвін Кулідж має герб.
- Публікації включають Американську символіку 1927 року Чарльза К. Болтона; перший том "Рулону гербів" Нового Англійського історико-генеалогічного товариства в 1928 році; та Гербові сім’ї Америки Євгена Спофорда 1939 року.
- Род-Айленд має герби, розроблені для всіх своїх міст у 1920-х роках.
- Алабама затверджує герб в 1939 році.
- Федеральне бюро розслідувань отримує герб 1940 року.
- Військово-повітряні сили США встановлюють систему емблем і гербів підрозділів у 1945 році - коли вона стає ВПС США у 1947 році, президент Трумен присвоює їй офіційний герб.
- Президент Трумен присвоює офіційний гербЦентральному розвідувальному агентству в 1950 році.
- Кінозірка Дуглас Фербенкс-молодший отримує англійський герб в 1951 році.
- Президент Дуайт Д. Айзенхауер отримує герб 1955 року.
- Північна Дакота затверджує герб в 1957 році.
- Геральдична секція армії реорганізована в Інститут геральдики в 1960 році.
- Уряд Ірландії дарує президенту Джону Ф. Кеннеді герб 1961 року.
- Приватний Американський коледж з геральдики та гербів створений 1966 року - він закривається в 1970 році.
- ACH&A розробляє герби для президентів Ліндона Б. Джонсона в 1968 році, а Річарда М. Ніксона в 1970 році.
- Новий, приватний, Американський Геральдичний коледж [Архівовано 25 січня 2022 у Wayback Machine.] створений у 1972 році.
- Джон Брук-Літтл, Річмонд Геральд, вручає герб Коледжу Хампден-Сідней 19 жовтня 1976 року.[7]
- Вірджинія отримує герб, розроблений Англійською гербовою колегією в 1976 році.
- Президент Рональд Рейган має власний герб, зареєстрований в Іспанії та Швейцарії.
- Фонд «Гербовий коледж» створений у 1984 році для здійснення пожертв у Гербовому коледжі в Англії.
- Плем'я апачів мескалеро отримує герб від Англійського гербового коледжу в 1986 році.
- Уряд Ірландії дарує президенту Біллу Клінтону герб у 1995 році.

### ХХІ ст.
- Товариство шотландських гербів [Архівовано 22 грудня 2021 у Wayback Machine.] засновано в 2001 році - воно отримує грант від лорда Ліона в 2004 році.
- Американське геральдичне товариство [Архівовано 7 жовтня 2011 у Wayback Machine.] засноване в 2003 році - воно випускає журнал «Американський геральд» від 2006 року.
- Герб для Меган Маркл розроблено після її одруження з принцом Гаррі у 2018 році. Дизайн відображає її батьківщину Каліфорнії.

## Зовнішні посилання
- Геральдика США на Heraldica.org [Архівовано 25 липня 2020 у Wayback Machine.]
- Список знаків інституту Геральдики Інституту армії США
- Американське геральдичне товариство [Архівовано 10 серпня 2020 у Wayback Machine.]
- Геральдичний реєстр США [Архівовано 8 квітня 2022 у Wayback Machine.]
- Геральдика в Америці [Архівовано 25 липня 2020 у Wayback Machine.] - американські предки